# Върни се при мен (теленовела)
 Тази статия е за теленовелата.  За пълнометражния филм вижте Върни се при мен.  
„Върни се при мен“ (на испански: Vuelve a mí) е американска теленовела, създадена от Серхио Мендоса и Амарис Паес, режисирана от Дани Гавидия, Фелипе Агилар, Уандари Гомес и Мелани Д'Андреа и продуцирана от Телемундо Глобал Студиос за Телемундо през 2023 г.
С участието на Уилям Леви и Самади Сендехас.

## Сюжет
Нурия е жена с ограничени ресурси, която започва връзка с Браулио, без да знае, че той е един от собствениците на компанията, в която тя работи, за да издържа сина си и сестра си. Животите на главните герои започват да се преплитат след трагичното отвличане на Андрес, сина на Нурия. Силата му е пропорционална само на любовта, която изпитва към сина си.
В най-малко очаквания момент Сантяго идва в живота ѝ, за да се превърне не само в основната връзка, която свързва отчаяната майка с отвлечения ѝ син, но и ще бъде голямата любов на живота ѝ и стълбът, който поддържа надеждата ѝ жива в пътуване, пълно с препятствия.

## Актьори
- Уилям Леви – Сантяго Сепеда
- Самади Сендехас – Нурия Гарсия
- Кимбърли дос Рамос – Лиана Коралес
- Химена Ерера – Амелия Сан Роман
- Фердинандо Валенсия – Браулио Сепеда
- Родолфо Салас – Фаусто Мелендес
- Кристиан де ла Кампа – Диего Каранца
- Лаура Флорес – Марта Гевара
- Джералдин Галван – Консуело Гарсия
- Амаранта Руис – Розалия Гарсия
- Кристиан Рамос – Херемиас Монтехо „Ел Чало“
- Антъни Алварес – Исидро Санчес „Ел Тигре“
- Едуардо Ибарола – Раймундо
- Диего Клайн – Хасинто Бермудес
- Леонардо Даниел – Хосе Мария „Ел Чема“
- Андре Себастиан – Андрес Гарсия

## Продукция
На 25 януари 2023 г. поредицата е обявена на събитието 2023 Content Americas с работното заглавие Докато те намеря. На 11 май 2023 г. сериалът е представен на Телемундо за телевизионния сезон 2023 – 2024 г., като Върни се при мен е обявено като официално заглавие. На 18 май 2023 г. в прессъобщение е публикуван подробен списък с актьори. Снимките на сериала започват на 22 май 2023 г. Първият тийзър е пуснат на 11 август 2023 г. Премиерата на сериала е на 9 октомври 2023 г. по Телемундо.
| Година      | Излъчване          | Брой епизоди | Премиера        | Премиера         | Финал            | Финал            |
| Година      | Излъчване          | Брой епизоди | Дата            | Зрители (в млн.) | Дата             | Зрители (в млн.) |
| ----------- | ------------------ | ------------ | --------------- | ---------------- | ---------------- | ---------------- |
| 2023 – 2024 | понеделник – петък | 91           | 9 октомври 2023 | 0,74             | 16 февруари 2024 | 1,16             |